# Felina (telenovela)
Felina es una telenovela venezolana realizada por Laura Visconti Producciones para Venevisión en el año 2001. Original de Vivel Nouel. Escrita y adaptada por José Luis Contreras.
Fue protagonizada por Gabriela Vergara y Guillermo Dávila, con la participación antagónica de Fedra López y Arnaldo André.
Esta telenovela no tuvo el éxito que se esperaba ya que fue superada por su rival Angélica Pecado de RCTV.

## Sinopsis
Daniela es una bella, inquieta y curiosa muchacha, cuyo espíritu justiciero la hace meterse en un sinfín de problemas, especialmente con las autoridades de su pueblo, por lo que tiene que venirse a la capital a abrirse camino con apenas veinte años, un título de bachiller y las ingenuas ganas de comerse al mundo. Daniela conoce a Abel en un simpático e insólito equívoco, que hace que esta pareja tenga desde el comienzo una relación explosiva y fuera de lo común.
Un doble secreto acecha constantemente a los protagonistas. El comisario Asdrúbal Méndez y la esposa del millonario Bernardo Urquiaga, vivieron su primer gran amor cuando apenas eran unos adolescentes y esta inolvidable relación los mantiene irremediablemente unidos, a pesar de no haberse visto en treinta años…
La pasión, el misterio, el romance, la intriga, el humor y el drama estarán presentes en un equilibrado concierto a lo largo de la interesantísima y moderna trama, donde la ambición por el poder y el dinero harán de las vidas de todos una montaña de fluctuantes emociones.

## Elenco
- Gabriela Vergara - Daniela
- Guillermo Dávila - Abel
- Fedra López - Mara
- Arnaldo André - Asdrúbal
- Miriam Ochoa - Estefanía
- Flavia Gleske - Lula
- Jorge Palacios - Bernardo
- Ana Castell - Yarima
- Olga Henríquez - María del Valle
- Laura Brey - Úrsula
- Javier Valcárcel - Segundo
- Sonia Villamizar - Tatiana
- Lourdes Martínez - Lisette
- Judith Vásquez - Leticia
- Saúl Martínez - Bruno
- Roque Valero - Agapito
- Eva Blanco - Margot
- José Oliva - Don Atilio
- José Rubens - Leonardo
- Umberto Buonocuore - Arturo
- Esther Orjuela - Rosario
- Belén Peláez - Lily
- Karen Bendayan - Lucero
- Patricia Oliveros - Laurita
- Flor Karina Zambrano - Victoria
- Verushka Scalia - Sugeidi
- Josue Villae - Ruben Borges
- Pedro Padrino - Florentino Cueva
- Marko - Juan de Dios

## Producción
- Escritores: Vivel Novel, Jhonny Gavlovski, Marianela Yanes y José Luis Contreras.
- Director General: Luis Manzo
- Director de Exteriores: José Carvajal
- Productor Ejecutivo: Miguel Villasmil
- Productor General: Igor Manrique
- Productor de Exteriores: Joel Arcia
- Director de Arte: Salvador Cammaratta (Totto)
- Escenografía y Ambientación: Ana Aguerrevere
- Director de Fotografía: Jesús Méndez
- Vestuario: Claudia Palmar
- Maquillaje: Yuli Bocanegra, Nayara Bocanegra y Antonio Moreno.
- Coordinador: Stalin Moreno
- Asistencias de Producción: Belkys Morales y Julián Trujillo.
- Edición y Montaje: Manuel Fraíz Grijalba
- Musicalización: Luis Román
- Música Incidental: Isaías Urbina